# Sinificatie van Tibet
De sinificatie van Tibet, of verchinezing van Tibet, is de verandering van de maatschappij in Tibet naar Chinees model, door middel van culturele assimilatie, bevolkingsmigratie en politieke (communistische) hervorming. Sinificatie is enerzijds het gevolg van de aanwezigheid van een meerderheid Han-Chinezen in Tibet en anderzijds actief beleid van de centrale regering van de Volksrepubliek China. Het actieve beleid heeft tot doel van Tibet een integraal onderdeel te maken van de Volksrepubliek China. Niet alleen Tibet, maar ook andere delen van de Volksrepubliek kenden een grote toestroom van Han-Chinezen in de tweede helft van de 20e eeuw, zoals het islamitische Xinjiang ten noorden van Tibet en de Oirat-Mongoolse Binnen-Mongolië.

## Machtsovername

Embleem Volksbevrijdingsleger

Tot 1950 was Tibet een onafhankelijke theocratie, met een eigen volk, taal, cultuur en twee eigen religies. Het kende toen drie afzonderlijke provincies: Amdo, Kham en U-Tsang. Sinds China in 1950 het gebied binnentrok, is het gebied heringericht en wonen Tibetanen naast de nieuwgevormde Tibetaanse Autonome Regio in de provincies Sichuan en Qinghai en enkele prefecturen in Yunnan en Gansu.
China noemt de invasie een vreedzame bevrijding; Tibetanen noemen het kolonisatie. Gezien nagenoeg geen Tibetaan om de machtsovername heeft gevraagd, wordt de Chinese aanwezigheid in Tibet door de meeste landen als een bezetting gezien. Het optreden van het Chinese leger sinds maart 1959 werd door de Algemene Vergadering van de Verenigde Naties meermaals veroordeeld: met resolutie 1353 in oktober 1959, resolutie 1723 in december 1961 en resolutie 2079 in december 1965. Het Amerikaans Congres, het Europees Parlement en veel niet-gouvernementele organisaties veroordeelden het optreden van China in Tibet. Tijdens de Olympische Zomerspelen 2008 gingen er in parlementen wereldwijd stemmen op om de Spelen te boycotten vanwege de bezetting van Tibet, de voortgaande sinificatie van en de schendingen van de mensenrechten in Tibet.

## Mislukte oogsten

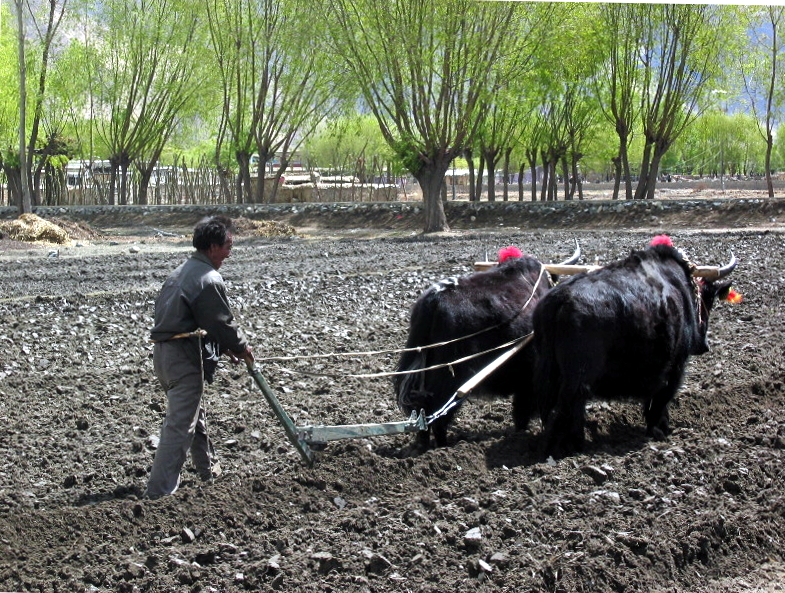
Ploegende jaks zijn pas ingezet na de komst van de Chinezen

De economie van Tibet werd gedomineerd door subsistentiële landbouw en veeteelt, ofwel die voornamelijk bestemd is voor het onderhouden van de eigen familie. De binnenkomst van 35.000 Chinese militairen in de jaren '50 veroorzaakte hierdoor een grote druk op de voedselvoorziening. Tijdens het bezoek van de veertiende dalai lama, Tenzin Gyatso, aan Mao Zedong in Peking deelde Mao mee dat hij 40.000 Chinese boeren naar Tibet zou migreren.
In de jaren '60 dwongen de Chinese machthebbers de Tibetaanse boeren graan te verbouwen, in plaats van gerst dat van oorsprong in de hooggelegen Himalayagebieden werd geteeld, om zo te voorzien in de voedselbehoefte van de gestationeerde militairen en functionarissen. Omdat dit gewas niet bestand was tegen het klimaat van de Himalaya, mislukten de oogsten en kwamen duizenden Tibetanen om van de honger.

## Culturele Revolutie
De Culturele Revolutie was een door de partijleiding opgezette revolutionaire opstand tussen 1966 en 1976 van studenten en arbeiders tegen de bureaucraten van de Chinese Communistische Partij die als doel had het maoïsme te behouden als de leidende ideologie van China. Daarnaast was het ook een middel om de politieke oppositie tegen Mao uit te schakelen.
De Culturele Revolutie vond in heel China plaats en ook in Tibet vonden grote excessen plaats: gardes vielen mensen aan die als verraders van het communisme werden beschouwd. Duizenden eeuwenoude kloosters met heilige beelden en boeddhistische geschriften werden geplunderd en vernield. Monniken en nonnen moesten het klooster verlaten om een zogenoemd normaal leven te gaan leiden en een ieder die zich verzette werd gevangengenomen. Deze gevangen moesten dwangarbeid verrichten, werden mishandeld, gemarteld en geëxecuteerd. Gevangenen werden verkracht, geslagen met stokken en ze kregen elektrische schokken toegediend. In deze sfeer van chaos en paranoia vonden duizenden de dood.

## Migratie van Han-Chinezen
De centrale regering van de Volksrepubliek China voert een actief migratiebeleid van Chinezen naar Tibet, waarbij mensen gelokt worden door aantrekkelijke bonussen en gunstige levensomstandigheden. Sinds het eind van de jaren '90 wonen er inmiddels meer Chinezen dan Tibetanen. Naar schatting wonen er anno 2003 6 miljoen etnische en 7,5 miljoen niet-etnische Tibetanen. Andere bronnen spreken van een Han-Chinees inwonertal in Tibet van 2 miljoen Het verschil zou verklaard zijn vanwege mogelijk meetellen van de gehele Tibetaanse regio, inclusief de provincie Amdo dat opgegaan is in de Chinese provincie Qinghai. Qinghai's hoofdstad Xining werd voor de jaartelling gebouwd en werd gedurende de eeuwen bezocht door veel nomadische stammen, waaronder Mongolen en Kazachen.
Tibetanen hadden een voorkeursbehandeling wat betreft de eenkindpolitiek in Sichuan. Tegenwoordig mogen ze net als de Chinezen niet meer dan twee kinderen krijgen.
In april 1991 omschreef de veertiende dalai lama de gevolgen van de migratie als volgt: De nieuwe Chinese kolonisten hebben een vervangende gemeenschap gecreëerd: een Chinese apartheid die - terwijl ze de gelijke sociale en economische status in ons eigen land negeert - dreigt ons uiteindelijk te overweldigen en op te zuigen. In 2001 kreeg een groep vertegenwoordigers van de Tibetaanse regering in ballingschap voor het eerst toestemming zich tegenover de Verenigde Naties officieel te uiten over de apartheid in Tibet. De aanduiding van apartheid wordt door verschillende wetenschappers gebruikt, waaronder Jiang Wenran, directeur van het China Institute van de Universiteit van Alberta. Hij onderzoekt en schrijft over het hukousysteem waarin 800 miljoen Chinese plattelandsbewoners werden geregistreerd en beroofd van de meeste rechten die wel golden voor hen die geboren waren in stedelijke gebieden. Eind 2005 werden er in 11 van de 23 provincies in China voorstellen ingediend van het hukou-systeem af te stappen.

## Tibetaanse taal
In de eerste decennia na 1950 werd het gebruik van het Tibetaans verboden en werd het onderwijs van Chinese dialecten ingesteld. Niettemin bleek het gebruik van het Tibetaans moeilijk uit te roeien en aan het begin van de jaren '80 werd gaande weg weer van dit streven afgestapt.
In de jaren '2000 zijn er inmiddels naar schatting door Barry Sautman 92-94% van de Tibetanen die nog steeds het Tibetaans als moedertaal spreken. Op basisscholen en middelbare scholen is het mogelijk onderwijs in het Tibetaans te krijgen. Op de Tibet-universiteit is Mandarijn de voertaal.

## Toerisme
De opening van de Peking-Lhasa-spoorlijn in 2006 was voor Volksrepubliek een prestigeobject en kostte 3 miljard euro. De regering in Peking bestempelde het project als een zegen, omdat het toerisme banen en geld binnen zou brengen en stelde de Tibetanen verlagingen van de voedselprijzen in het vooruitzicht. Tibet werd nog toegankelijker voor miljoenen toeristen en Lhasa is inmiddels uitgegroeid tot een metropool met bordelen, karaokebars, nachtclubs en winkelcentra, inclusief de Westerse reclame-uitingen zoals hoog opgestapelde blikken Budweiser. De heilige stad werd bereikbaar voor arbeidsmigranten, Tibetanen vanuit andere delen van Tibet en veel Han-Chinezen die aangetrokken werden door de arbeidsmarkt. Lhasa kende 5000 inwoners in 1959 en volgens de planning moet het inwonertal anno 2015 gegroeid zijn naar een stad met 400.000 inwoners
Onder Tibetanen heerst er veel woede over de Peking-Lhasa-spoorlijn, omdat enerzijds de prijsverlagingen niet zijn waargemaakt. Anderzijds heeft het grote schade toegebracht aan de culturele en religieuze eigenheid van de stad en van andere delen in Tibet. Het overheidsproject staat bekend onder de naam Opvoeding tot vaderlandsliefde. Nu er nog meer Chinezen naar Tibet zullen trekken, bestaat er bij sommigen de vrees dat de identiteit nog verder wordt uitgehold. Buitenlanders zouden Tibet niettemin juist moeten bezoeken om de situatie met eigen ogen te kunnen zien, aldus de veertiende dalai lama Tenzin Gyatso.
Niet alleen Lhasa is een toeristische trekpleister geworden, maar ook de rest van het eens zo geheimzinnige land op het dak van de wereld. Andere gebieden in Tibet worden bijvoorbeeld ook klaargestoomd tot toeristische trekpleisters, met de bouw van megahotels in Chinese architectuurstijl.

## Propaganda en pressie

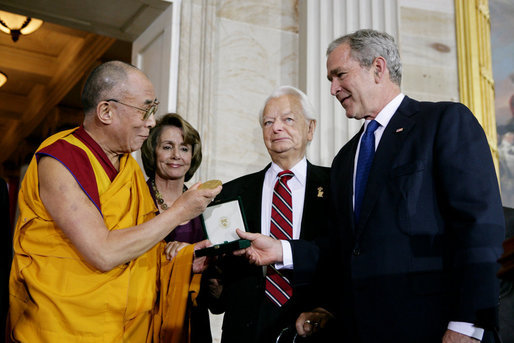
China reageerde furieus op de uitreiking van de Congressional Gold Medal door president Bush aan de dalai lama in 2007.

Propaganda wordt in China voor een deel centraal geregeld door de afdeling Communistische Partij van China Centraal Comité Propaganda die werd opgericht in 1924 en toeziet op de propaganda vanuit de Communistische Partij van China binnen en buiten China. De afdeling ziet erop toe dat negatief nieuws over de Chinese autoriteiten niet naar buiten wordt gebracht en dat positief nieuws en doelmatige informatie wel nadrukkelijk wordt getoond. Propaganda bestaat er in Tibet bijvoorbeeld uit dat alleen prominente Tibetanen die in het keurslijf van China lopen op televisie worden getoond en dat nieuws alleen vanuit partijpolitieke ideologie wordt getoond, zonder dat er plaats is voor Tibetaanse tegengeluiden.
China heeft structureel boos gereageerd wanneer de dalai lama op bezoek komt bij buitenlandse regeringsleiders, zoals na ontmoetingen eind 2008 met de Amerikaanse president George W. Bush, de Duitse bondskanselier Angela Merkel, de Britse premier Gordon Brown en de Franse president Nicolas Sarkozy. Naar aanleiding van zulke ontmoetingen protesteerde de Chinese regering en ging het over tot uiteenlopende economische en diplomatieke stappen. Uit angst voor represailles negeerde hetzelfde jaar zowel de Japanse regering het tiendaagse bezoek van de geestelijk leider aan het boeddhistische land als laste paus Benedictus XVI de geplande ontmoeting af.